# Méson êta charmé
Un méson êta charmé est un méson êta avec un quark et un antiquark charmé.